# Eleccions legislatives daneses de 1977
Les eleccions legislatives daneses de 1977 se celebraren el 15 de febrer de 1977. El partit més votat foren els socialdemòcrates i Anker Jørgensen formà un govern de coalició amb el Venstre.
| Partit                           | Líder                  | Vots           | %              | Escons         | +/-            |                |
| -------------------------------- | ---------------------- | -------------- | -------------- | -------------- | -------------- | -------------- |
| Socialdemokratiet                | Anker Jørgensen        | 1,150,355      | 37.0           | 65             | +12            |                |
| Fremskridtspartiet               | Mogens Glistrup        | 453,792        | 14.6           | 26             | +2             |                |
| Venstre                          | Henning Christophersen | 371,728        | 12.0           | 21             | -21            |                |
| Det Konservative Folkeparti      | Poul Schlüter          | 263,262        | 8.5            | 15             | +5             |                |
| Centrum-Demokraterne             | Erhard Jakobsen        | 200,347        | 6.4            | 11             | +7             |                |
| Socialistisk Folkeparti          | Gert Petersen          | 120,357        | 3.9            | 7              | -2             |                |
| Danmarks Kommunistiske Parti (K) |                        | 114,022        | 3.7            | 7              | -              |                |
| Det Radikale Venstre             | Svend Haugaard         | 113,330        | 3.6            | 6              | -7             |                |
| Kristeligt Folkeparti            | Jens Møller            | 106,082        | 3.4            | 6              | -3             |                |
| Danmarks Retsforbund (E)         |                        | 102,149        | 3.3            | 6              | +6             |                |
| Venstresocialisterne (Y)         |                        | 83,667         | 2.7            | 5              | +1             |                |
| Pensionistpartiet (P)            |                        | 26,889         | 0.9            | 0              | 0              |                |
| Participació                     | Participació           | 88,7%          | 88,7%          | 88,7%          | 88,7%          | 88,7%          |
| Font                             | Font                   | Folketinget.dk | Folketinget.dk | Folketinget.dk | Folketinget.dk | Folketinget.dk |